# Niederstriegis

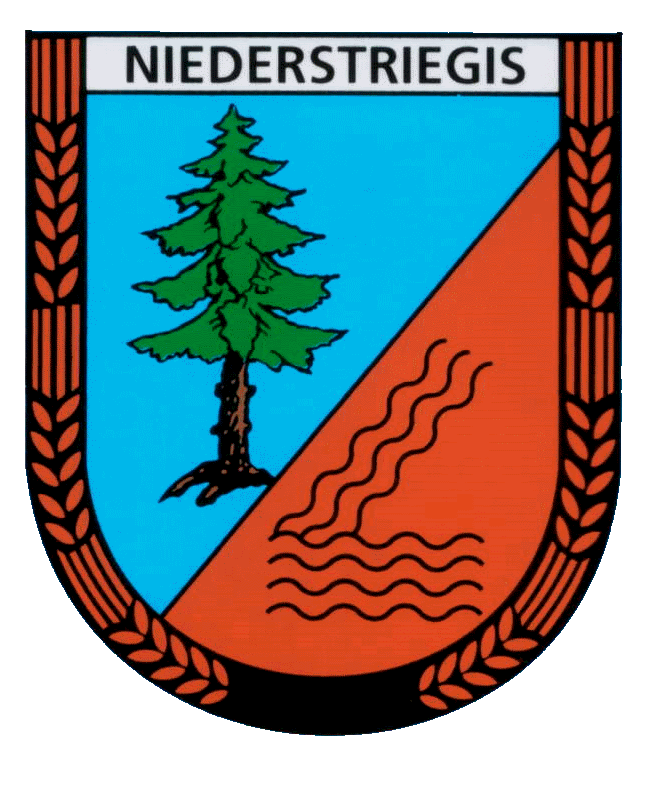
Escudo de Niederstriegis.

Niederstriegis  es un pequeño municipio del distrito de Sajonia Central, en Sajonia, perteneciente a la comunidad administrativa de Roßwein  (Alemania). Ocupa una superficie de 14,78 kilómetros cuadrados, con una población de 1255 habitantes en 2009
- Datos: Q71017
- Multimedia: Niederstriegis / Q71017

1. ↑  Worldpostalcodes.org, código postal n.º 04741.